# Stuyvesant Wainwright
Stuyvesant Wainwright, född 16 mars 1921 i New York, död 6 mars 2010 i Wainscott, New York, var en amerikansk republikansk politiker. Han var ledamot av USA:s representanthus 1953–1961.
Wainwright deltog i andra världskriget i USA:s armé och avlade 1947 juristexamen vid Yale Law School. Han var därefter verksam som advokat i New York.
Wainwright efterträdde 1953 Ernest Greenwood som kongressledamot och omvaldes tre gånger. I kongressvalet 1960 besegrades han av Otis G. Pike.